# Aeginidae
Famille
Aeginidae est une famille d'hydrozoaires de l'ordre des Narcomedusae et ressemblant à des méduses.

## Description et caractéristiques
Ces narcoméduses ont des sacs stomacaux indivis (qui s'étendent légèrement au-delà des tentacules sur l'exombrelle), un canal périphérique, et des tentacules perradiaux primaires. 

## Liste des genres
Selon World Register of Marine Species (16 novembre 2015) :
- genre Aegina Eschscholtz, 1829
- genre Aeginodiscus Haeckel, 1879
- genre Aeginopsis Brandt, 1835
- genre Aeginura Haeckel, 1879
- genre Bathykorus Raskoff, 2010
- genre Jubanyella Fuentes & Pages, 2006
- genre Otoporpa Xu & Zhang, 1978
- genre Solmundella Haeckel, 1979
- genre Tetraotoporpae Zamponi & Suarez Morales, 1991 (genre douteux)